# ドキドキダンジョン
『ドキドキダンジョン』は、株式会社ウインライトが開発、配信する携帯電話用アプリゲームのシリーズ名である。ジャンルはアクションロールプレイングゲーム、キャラクターデザインは柚月りんこ。対応キャリアは、i-mode、Yahoo!ケータイ、EZweb。公式略称は「DDD」（Doki Doki Dungeon）。
シリーズラインナップは以下の通り。
- ドキドキダンジョン 美少女★もんすたーはんてぃんぐ
- ドキドキダンジョン えぴそーど2
- ドキドキダンジョン えぴそーど2.5（2外伝）
- ドキドキダンジョン えぴそーど3
- ドキドキダンジョン えぴそーど3.5（3外伝）

## 概要
第1作目は、2006年9月19日にiモード版、2006年11月8日にEZweb版、2007年4月2日にYahoo!ケータイ版がそれぞれ配信開始された。このうちiモード（「ぷるるん美少女i」→現「萌きゅあっとi」）とYahoo!ケータイ（「ぷるるん美少女S」）は、それぞれ公式サイト開設と同時であった。以後、iモード版をやや先行させる形で続編を発表している。続編のうち、「x.5」とつくものは「外伝」とも称される。
舞台を真上から見る所謂「見下ろし型」視点のゲームで、入る度に構造が変化する自動生成ダンジョンを探索し、リアルタイムに襲いかかるモンスターを倒しながら与えられるミッション（任務）の達成を目指す。ダンジョンで目的を達成するまでの過程だけを楽しむステージ制を採用し、後述するコンボシステムや、ゲーム進行を記録するセーブ機能が自動セーブ1つである点、ミッションを達成すると敵美少女モンスターの画像が専用webサーバに「アルバム」として記録されいつでも鑑賞したり待受け画像として利用できるなど、シリーズ共通の特徴も多い。
アプリは同社の他のコンテンツ同様、ダウンロード時にのみ料金が発生する「売り切り」（従量課金）方式を採用、その他に登場するヒロインや美少女モンスターの待受け画像が別途有料販売される。

## ドキドキダンジョン 美少女★もんすたーはんてぃんぐ
『ドキドキダンジョン 美少女★もんすたーはんてぃんぐ』（ドキドキダンジョン、DDD）（カッコ内は略称及び別名。以下各作品に於いて同じ）は、このシリーズの第1作目。プレイヤーは単独でダンジョンに挑み、ミッション達成を目指す。なお、プレイヤーが操作する騎士及び舞台となる王国は無名である（初期名称も無く、任意入力も不可）。

### ゲームシステム
- 基本システム

ゲームの流れは、王宮広間で「ミッション一覧」よりミッションを受けて「ダンジョンへ行く」で実際のミッションを遂行する。初回ゲーム起動時には、ダンジョンに行く度にレベルと所持アイテム全てを持ち越せるが11番目のミッションまでしか遊べない「初心者用」と、ダンジョンへ行く毎にレベルと装備していない全アイテムがリセットされるが全12ミッションが遊べる上に次のような「やり込み」要素のある「上級者用」が選べる。ゲーム進行はミッションを順番に進めなければならないが、「上級者用」ゲームでは全てを一旦終えると全ミッションを選択できるようになり、ダンジョンでごく稀に出現するレア武器を入手すると「銘剣辞典」に記録される。
- 移動・ダッシュ

プレイヤーキャラクターは方向キーに従って移動し、同じ方向を2度押し続けるとSPを消費して速く移動（ダッシュ）する。SPはマジックポイントに相当する数値で、アイテムを使うほかに時間経過と共に回復する。
- 通常攻撃・ダッシュ攻撃

接触した敵方向のキーを押すと装備している武器で1回攻撃を行う。ダッシュ状態で敵とぶつかると、通常より強力な「ダッシュ攻撃」を行う。
- コンボシステム

1度目の攻撃動作が終わらない内に決定キーを押すと2段目の攻撃をし、さらに方向キーを押すと3段目の攻撃を行う。即ち、「敵方向のキー→決定キー→いずれかの方向キー」と順番にテンポ良くボタンを押すことにより都合3発の連続攻撃を繰り出せる。このとき3段目の攻撃はキーを押す方向によって属性攻撃となり、上キーなら通常の4倍のダメージを与える「火属性」、下キーなら攻撃と同時にHPを回復する「水属性」、左キーならスタン効果のある「地属性」、右キーなら敵を大きく後退させて壁に激突させる「風属性」攻撃となる。
- 属性効果

各モンスターには属性があり、コンボの3段目に「火属性対水属性」または「地属性対風属性」と対になる攻撃を繰り出すと大ダメージを与え、逆に同じ属性の攻撃ではダメージが小さくなる。効果的な属性攻撃を行ったことは、画面効果と携帯電話のバイブレータ機能による振動で知らされる。なお、属性攻撃にはSPと、対応する属性の「チャージ」が必要で、同じ属性攻撃は連続使用できない。
- 武器強化

武器は幾つかの「スロット」を持つ場合があり、そこにダンジョン内で入手できる「クリスタル」を組み合わせると攻撃力が上がったり特殊効果を付与できる。
- 鎧とアイテム所持数

鎧（服）には防御力のほか「アイテム所持数」が設定され、主人公が持てるアイテム数は装備する鎧によって決まる。新たな鎧に換える場合、新しい鎧のアイテム所持数が前のそれより少なければ所持アイテムの一部を消費するか捨てなければ装備できない。

### あらすじ
とある王国の城では、いままさに大問題が起きていた。国王の愛娘であるアリス姫が、領内にある洞窟に迷い込んだのである。救出に向かった騎士団はことごとく無様な姿で帰還し、姫を救うべく大臣ミランダの発案で国中に触れが出された。旅の途中で王国に立ち寄った名も無き剣士は、姫を無事救出すれば騎士に登用するというその触れに応じ、城へと向かうのだった。

### 登場人物
※物語の舞台となる王国には国王や騎士団も存在するが、画像が用意されるのは以下の人物のみである。
アリス
主人公が訪れた王国の、おっとりした性格の王女。ゲーム序盤、ダンジョンに迷い込み、彼女の救出が主人公の最初のミッションとなる。
ミランダ
王国の大臣である女性。青い長髪で、露出の多い服を着ており、魔法を使うことが出来る。ゲームの目的となるミッションは彼女から与えられる。

## ドキドキダンジョン えぴそーど2
『ドキドキダンジョン えぴそーど2』（ドキドキダンジョン2、DDD2、Doki Doki Dungeon Epsode2 わがままプリンセスっ）は、このシリーズの第2作目。前作とシステム的にはほとんど同じながら物語上の繋がりは無く、以降シリーズの背景となる「ジュエル王国」を舞台に、プレイヤーは女性騎士団長トパーズとなってサファイア姫の要求する任務達成を目指す。

### 追加・変更点
- コンボシステム改良

前作では最大3連続攻撃だったコンボが、全方向キーを繋げて最大6連続攻撃が可能となった。例えば「敵方向キー→決定キー→上キー（火属性攻撃）→下キー→左キー→右キー」といった連続攻撃ができる。この際、属性攻撃が適用されるのは3段目のみで、同じ方向キーを2度押すとそこでコンボが止まる。

### あらすじ
長く平和が続いていたジュエル王国に突如降ってきた巨大な槍に興味を惹かれたサファイア姫は、騎士団長トパーズにその調査を命じる。槍の柄に入り口を発見したトパーズは、それが巨大な塔だと知る。無数のモンスターがうごめく謎の塔の出現は、ジュエル王国に新たな事件をもたらそうとしていた。

### 登場人物
トパーズ・アンバー
この作品の主人公（プレイヤーキャラクター）で、ジュエル王国の騎士団長である女性。生真面目な性格で、しばしば奔放すぎるサファイア姫に小言を言う。領内に出現した巨大槍の内部を探索する「ジェム隊」の隊長に任命される。バストの大きな女性（モンスターを含む）に対し密かに劣等感を抱いている。
サファイア
ジュエル王国の統治者である王女（実質的な女王）。わがままかつ奔放な性格で、物事の判断基準は「面白いかどうか」。身分に似合わぬ俗世間的な話し方をし、真面目すぎるトパーズを煙たがる素振りも見せる反面、彼女に全幅の信頼を置き主従以上の感情を抱いている。
シスター
ジュエル王国の聖職者。いわゆる電波系の女性で、しばしば神託を受けたと怪しげな言動をする。物語序盤、神の招きと称して一人「槍の塔」へ入ってしまう。『DDD2.5』にかけてたびたび登場。

## ドキドキダンジョン えぴそーど2.5
『ドキドキダンジョン えぴそーど2.5』（ドキドキダンジョン2外伝、DDD2.5、Doki Doki Dungeon Epsode2.5 モンスターの逆襲）は、このシリーズの第3作目。システム的な変更は特になく物語も「DDD2」の続編だが、前作までの敵であったモンスターの視点から描いた作品である。

### あらすじ
トパーズの活躍によって平和を取り戻したジュエル王国だが、そんな人間たちへの復讐を誓う者があった。ダンジョンの中で不遇の日々を送るサキュバスは、攻め込んでくる人間を迎え撃つよりは、自分たちが人間の町に攻め込む方が勝てるのではないかと考えた。こうして彼女は、友だちのローパー、スライムと共に手始めに人間の砦へ向かうのだった。

### 登場キャラクター
ローパー
今回のプレイヤーキャラクター。円筒形（サキュバスに「指サック」と揶揄される形状）の胴体に無数の触手を生やした姿のモンスター。語尾に「〜ニョロ」が口癖。物語上は触手が武器として描写されるが、ゲーム上は鞭と盾を装備できる。
サキュバス
紫色の髪をツインテールにした少女姿の夢魔（前作までに登場したものとの関連は不明）。敗北続きで長らく精気が得られず、友だちのローパー、スライムと共に人間の町へ攻め込むことを決意する。但し、頭脳労働担当なので、自分は戦わない。
スライム
サキュバスとローパーの友だち。見た目は白い服を着た水色の髪の少女で、ゆるくて物事を深く考えない性格。語尾に「〜イム」が口癖。ゲーム上はローパーだけがプレイヤーキャラクターとして戦うが、物語上は彼女もローパーと共に戦っている。

## ドキドキダンジョン えぴそーど3
『ドキドキダンジョン えぴそーど3』（ドキドキダンジョン3、DDD3）は、このシリーズの第4作目。物語は「DDD2.5」を引き継ぎジュエル王国におけるモンスターの視点で描かれるが、システムが後述の通り大幅に追加・変更された。

### 追加・変更点
- 基本仕様の変更

前作までのメニュー画面が廃され物語が途切れることなく進行する。また、ミッション数が大幅に増加され物語の分岐も行われるなど、繰り返し遊べる工夫が施された。持ち物の所持数についても鎧に依らず、アイテムと装備それぞれ従来より多く所持できるようになった。
- チュートリアル

前作までの「初級者用」「上級者用」の区別は無くなり、代わりに段階的な練習を行う「チュートリアル」が追加された。ゲーム初回起動時にチュートリアルを行うか本編を始めるか選択でき、さらに2段階ある「基礎練習」を終えた後に「応用練習」に進むか本編を始めるかを選択できる。チュートリアルを経た場合、練習中に得たアイテムなどを持った状態で本編を始められる。
- 多対多戦闘

前作までプレイヤーキャラクターは単独で探索や戦闘を行ったが、今回は特徴の異なる10種類の味方キャラクターが登場、敵味方それぞれ最大30体ずつが各々自動的に戦闘を行う、いわゆる「ゴチャキャラバトル」を採用した。この際、HPが味方は青、敵は赤、中立勢力は黄色で示される。味方キャラクターは原則として主人公に追従して移動するが、プレイヤーが任意に操作・命令することはできない。
- 武器種類別の攻撃変化

主人公が多様な武器を装備でき、その種類により、例えばナックル系ならば連続攻撃回数が多い、槍系ならば全周囲攻撃が可能、メイス系は連続攻撃回数が少ない代わりに一発の威力が大きく敵をスタンさせ得る、など特徴づけが追加された。
- コンボシステム改良

従来の通常攻撃の様に敵方向のキーを連打すると連続攻撃が行える「オートモード」をコンボシステムに追加した。従来どおり手動でコンボを出す（マニュアルモード）設定もでき、オートモードを使う場合は連続攻撃回数が武器アイテムに示されるマニュアルモード時の攻撃回数より1発少なくなる。なお、連続攻撃は前作までの属性攻撃を絡めたものではなく、弱・中・強攻撃と特殊攻撃といった形となり、武器種別によって特殊攻撃の内容が異なる。
- アイテム合成・強化

一部装備アイテムに対し、他の装備アイテムを組み合わせて別の装備アイテムに変化させる「アイテム合成」と、鉱石アイテムなどと合成して強化する「アイテム強化」が追加された。但し、いずれも失敗して装備品を失う可能性がある。
- 特殊攻撃とショートカットキー

従来は無かった弓矢や魔法、投擲武器などの遠距離攻撃手段（特殊攻撃）が登場、これらは携帯電話の1〜9のダイヤルキーをショートカットキーとして割り当てて使うことができる。
- 視点変更

ダンジョンでの行動中、プレイヤーを中央に置く視点の他に、前方重視視点（キャラクターが向きとは逆の端に寄る）が選択できるようになった。前方重視視点は、キャラクターの向きを変えた際の画面追従速度を低速・中速・高速の3種から選択できる。
- コンピュータキャラクターの視界

コンピュータが操作するキャラクターに前方90度の視界が設定された。即ち、プレイヤーは敵の側面や背面から接近すれば発見されずに一方的に攻撃できるし、味方キャラクターは敵が視界に入れば主人公の動きに関係なく攻撃を行う。敵を発見したキャラクターは頭上に「!!」のふきだしを出し、戦闘態勢を取る。これを利用して、本作以降の作品にはステルスゲーム的な「スニーキングミッション」もある。なお、一部には（ローパーなど）視界の広いモンスターも居る。

### あらすじ
ジュエル王国に攻め込んだモンスターたちは、城で手に入れた「魔王召喚ランタン」でマオと名乗る少女を召喚した。魔王復活に沸くモンスターだったが、それを信じようとしないモンスターも居た。マオを新たな主としたモンスターたちは、彼女を認めないモンスターを討伐しつつ、世界征服へと乗り出すのだった。

### 登場キャラクター
マオ
今回のプレイヤーキャラクター。前作終盤に登場した“魔王”だが、実は誤って召喚されたごく普通の日本人女子高生で、本名は佐伯　真央（さえき　まお）。黒髪をツインテールにしている。流され易い性格で、魔王復活を喜ぶ魔物たちに促され、世界征服の戦いを始める。
スライム
容姿も性格も前作に登場したものにそっくりだが、別の個体。前作のサキュバスらにマオを預けられ、ローパーと共に彼女に最初から付き従う。ゲーム上では特徴的な攻撃方法を持たないが、他ユニットより移動が遅いので後詰め的な役割を果たす。
ローパー
前作におけるプレイヤーキャラクターとは別の個体。スライムと共に最初からマオに付き従う。ゲーム上では360度の視界を持ち、側面や背面に奇襲を受けることが無い。前作には無かった顔画像が追加されたが、これは女性姿ではないキャラクターとしてはシリーズ初である。
死神
マオ達「新生魔王軍」のブレイン。姿は、金髪に青いバラの様な花飾りを着け、黒を基調とする服を着て大鎌を持つ少女。冷静沈着で表情に変化が少なく、その割に冗談めいたことも言う。最初はマオを魔王と認めず試練を課すが、それに合格した彼女らに協力することになった。ゲーム上は防御力がとても高く打たれ強いユニットである。次作「DDD3.5」までのチュートリアルでは、彼女が案内役となる。前作に登場したものとの関連は不明。
ハーピー
死神に連れてこられた魔物。物語上は主に偵察や見張り、伝令などの役割を担う。ゲーム上はマオに次いで移動が速いユニットである。女性モンスターながら顔画像が無い。
エンジェル
ヴァルキリー・エメラルド指揮下のジュエル城警備エンジェル部隊の1人（公式サイトによれば、前作でシスターに召喚された個体）。盟約者たるサファイア姫により魔王軍に派遣された。金髪で白い翼を持つ女性の姿をしている。細かいことを気にしない大らかな性格。死神とも浅からぬ因縁がある。ゲーム上はスタン効果を持つ弓で遠距離攻撃を行う。
サモナー
ジュエル王国の西隣、国民の多くが魔法使いである国家「ドミノ魔法王国」の宮廷魔術師（召喚士）。黒いショートヘアに眼鏡をかけている。理知的な策士だったが死神の計略で魔王軍に加わる。この作品のローパーをかつて召喚した張本人でもある。ゲーム上も、他のモンスターユニットを多数召喚し味方として戦わせる。
くのいち
ジュエル王国の東隣、かつての日本のような武家社会を持つ国家「シェイナ皇国」に属する女性ニンジャ集団「茜陽組」の頭領。ダイミョウたる殿の命令に従い、魔王軍に加入する。ゲーム上はハーピー同様に移動が速く、かつ手裏剣による遠距離攻撃を行うユニットである。
メース
ジュエル王国の南隣、国民のほとんどがカレー好きの国家「スパイス帝国」の女性騎士団長で、小柄だがジュエル王国の英雄・トパーズと並び称されるレイピアの遣い手。プラチナ色のショートヘアと、ミニスカートとスパッツを履いているのが特徴。マオの提案で人質として魔王軍に参加する。ゲーム上は強烈なダッシュ攻撃を行う中距離攻撃ユニットである。
パペット
紫色の髪でゴスロリ調の服を着た、人形（ドール）のモンスター。人間に囚われていたがマオらに救出され、魔王軍に参加する。スライムの喧嘩友だちでもある。ゲーム上ではマオを除き唯一の範囲回復魔法を使うユニットである。
サキュバス
前作と異なる個体で、髪型や服装も異なる。死神と並ぶ策士としてモンスター達から注目されるが、好戦的。死神とはかつて学業面で因縁があり、一方的にライバル視している。ゲーム上は打たれ弱い反面、複数の魔法を持ち多彩な攻撃ができる。

## ドキドキダンジョン えぴそーど3.5
『ドキドキダンジョン えぴそーど3.5』（ドキドキダンジョン3外伝、DDD3.5）は、このシリーズの第5作目。物語、システム共にDDD3を踏襲し、前作を上回る40ものミッションを追加した作品。

### 追加・変更点
- ローパーの特殊形態

ローパーが従来の通常形態に加え、火属性魔法を使う「ファイアーローパー」、素早さや攻撃力に長ける「アサルトローパー」、味方を回復させる「ヒーリングローパー」の3つの特殊形態（戦闘フォーム）へ変身できる様になった。これらはミッション開始時に選択することができる。戦闘フォームを変更すると、体色が通常の黄色から赤や緑へと変化する。また、ストーリーが進む毎に新たな形態を身に着ける事が出来る。

### あらすじ
マオらによって天使も悪魔も人間も共存する平和な土地となった魔王軍領へ近づく不穏な影があった。お菓子作りを楽しんでいたマオ達は、突如出現した謎の触手に襲われる。何とかその場を切り抜けた彼女らは、魔王城内に溢れた触手が、モンスター達を襲うのを目の当たりにした。危地を脱した死神と合流したマオ、スライム、ローパーは、態勢を立て直すべく、魔王城脱出を試みるのだった。

## 関連作品

### DDDキャラクターを主体とする作品
- ×衣麻雀ロワイヤル ドキドキダンジョン編‐本シリーズ初の派生作品である2人打ち脱衣麻雀。マオ、トパーズ、エメラルド（ヴァルキリー）、エンジェル、サッキュバスの5人が登場する。
- マオの触手ふみふみ‐DDD3のマオを操作し、次々に向かってくるローパーをジャンプして踏みつけ、制限時間内での得点を競うワンキーアクションゲーム。月額会員向け。

### 一部にDDDキャラクターが登場する作品
- アイドル・ジェネレーション 第2次・萌えっ子大戦争!!‐「萌きゅあっと/ぷるるん美少女」ヒロインがクロスオーバーするリアルタイムストラテジーゲーム。「DDD2」のサファイア、トパーズ、「DDD3」のマオの他、DDDシリーズ共通モンスター「ウィッチ」が「ユリア」として登場する。
- おねがいナイショにしてねKiss‐おねがい新シリーズと銘打たれたシリーズ企画。ヒロインの一人として、DDD3のマオと同じ容姿で同姓同名の（但し、同一人物かどうかは明かされていない）帰国子女・佐伯 真央が登場する。
  - 魔王様は女子高生!?‐上記「おねキス」の関連作品でもあり、異世界から帰還した後の真央を描くアドベンチャーゲーム。真央役の釘宮理恵をはじめ各ヒロインに著名声優（「おねキス」の項を参照）を起用したフルボイスアプリで、「おねナイ」累計300万ダウンロード記念として無料配信された。
- 女子高生と脱×野球拳‐女子高校生キャラクターを相手に野球拳勝負をするゲーム。対戦者の1人としてサキュバスが登場する。
- ×衣麻雀ロワイヤル おねナイ編2‐『おねがいナイショにしてね』の派生作品で、「ドキドキダンジョン編」同様の2人打ち脱衣麻雀。同作品のヒロインたちと共に「DDD3」のマオ（真央）が登場する。
- ハーレム×デュエル‐「萌きゅあっと/ぷるるん美少女」で扱われるキャラクター待受け画像を基にしたオンライントレーディングカードゲーム。月額会員向けコンテンツ。
- もえっ娘大運動会‐各待ち受け画像シリーズの女性キャラクター5人が各々異なる種目に挑戦するアクションゲーム。「DDD2」のヴァルキリー（エメラルド）が、槍投げの飛距離を競う「とんでけ!グングニル」に登場する。
- もえっ娘はがし‐画面上に線を引いて領域を確保する、陣取り形式のアクションゲーム。『体感魔法少女 マジっすか!?』等のキャラクターと共に「DDD2」のトパーズとウィッチが登場する。

### DDDキャラクターを主題とするきせかえツール
待受けや各種アイコン、着信音などを一括変更できるきせかえツール。
- サキュバスdeハロウィン
- アリスdeハロウィン
- サキュバス&リリスdeハロウィン
- 呼ばれて☆マオちゃん
- ドキドキ♪ケータイダンジョン
- ドキドキ♪ケータイダンジョン（触手版）